# Giulio Perina
Giulio Perina (Villafranca di Verona, 1907 – Mantova, 1985) è stato un pittore italiano.

## Biografia
Nacque a Villafranca di Verona nel 1907 e si trasferì con la famiglia a  Mantova.
Compì gli studi artistici a Verona all'Accademia Cignaroli. Iniziò a dipingere nel 1926 e partecipò a Milano alla Permanente dove trovò apprezzamenti da parte di Sironi e 
Carrà. Seguì per un periodo gli insegnamenti di Renato Birolli e divenne suo amico. Nel 1934, grazie alle frequentazioni artistiche con Oreste Marini, conosce i pittori Umberto Lilloni e Angelo Del Bon, aderendo al movimento del Chiarismo e creando paesaggi pieni di luce. Partecipò alla Quadriennale di Roma del 1931 e del 1939. Intorno agli anni quaranta la sua pittura si avvicina all'Espressionismo. Mantova ha dedicato al pittore una mostra antologica nel 1975.
Partecipò ad opere di restaurò nel palazzo ducale di Mantova.
Ha una sala fissa contenente i suoi dipinti a Palazzo Te.
Ebbe una forte amicizia col pittore Ligabue
Morì a Mantova nel 1985.